# Jorge Sobral
Edelmiro Sobredo, conocido como Jorge Sobral (La Plata, Buenos Aires, 25 de agosto de 1931-San Martín, 10 de abril de 2005), fue un cantante, autor, director teatral y actor de cine, teatro y televisión argentino.

## Biografía
Sobral inició su carrera como cantante lírico debido a su registro de bajo-barítono. Estudio canto lírico con el maestro Fermín Favero. En plena juventud y con la dirección de su profesor, actuó en la Orquesta Infantil Favero, luego con la orquesta de Jorge Lavaller, después en el conjunto "Los Ases" y en la formación de Forti-Parodi, donde también estaban los cantantes Luis Tolosa y Juan Carlos Cobos.
Se inició en 1952 con la orquesta de Mario Demarco, grabando para el sello Pathe el tango Mañana zarpa un barco, que en el acople tiene el instrumental "Bienvenida". Luego de Pan, de Eduardo Pereyra y Celedonio Flores, Astilla de Mario Demarco y Jacinto Alí, y el tango de Jaime Vila y Antonio Cantó, Cuando yo me vaya, entre otros.
En 1953 pasó a integrar la orquesta dirigida por Lorenzo Barbero, compartiendo los cantables con Roberto Florio. Al año siguiente actuó con la orquesta de Mariano Mores.
A partir de 1955 se incorporó a la orquesta de cuerdas de Astor Piazzolla, en la que permaneció cuatro años, dejando impresa su voz en los siguientes temas: Azabache, Siempre París, Fuimos, Yo soy el Negro y La tarde del adiós.
Gran simpatizante del Club Estudiantes de La Plata, grabó en 1960 el himno del club. En 1961 realizó giras por Chile y Perú.
En 1967 participó en el "Festival de la canción de Benidorm", en Madrid, del cual resultó finalista. En 1973 fue contratado para actuar en Porto Alegre, Brasil, en el "Festival de Tango en el mar", junto a Roberto Goyeneche, Alba Solis, Horacio Deval, Baffa-Berlingieri, Osvaldo Piro, Gloria y Eduardo, entre otros. Fue tanto el reconocimiento dispensado por el público que regresó en 1975 por una semana con Juan Carlos Copes, María Graña y el Sexteto Mayor.
Durante su carrera grabó más de trescientos temas, se destacan aquellos realizados con la orquesta del pianista Juan José Paz, donde entre otros, registró Hasta el último tren, composición de Julio Camilloni y Julio Ahumada,  su tema Che, Caracas y una versión de la milonga de José Larralde, El porqué.
En cine actuó en varias películas en la década de 1960 como actor de reparto junto a grandes estrellas de la escena nacional como María Aurelia Bisutti, Alberto Olmedo, Susy Leiva, Ricardo Bauleo, Juan Carlos Altavista, Jorge de la Riestra, Roberto Escalada, Javier Portales, Marcela López Rey, Erika Wallner y Perla Caron, entre otros.
Dio música al radioteatro  cómico Felipe, encabezado por Luis Sandrini, junto a Nelly Prono, Antonio Carrizo, Mangacha Gutiérrez y Juan Carlos de Seta. 
Según dijo en una entrevista al diario Clarín en 1983 cuando se le preguntó sobre futuro del tango en la Argentina, él contestó:

El tango no va a morir mientras haya un argentino que sufra.

## Filmografía
- 1959: El dinero de Dios
- 1961: Don Frutos Gómez
- 1964: Buenas noches, Buenos Aires
- 1966: Dos quijotes sobre ruedas
- 1966: Ritmo, amor y juventud
- 1966: Hotel alojamiento
- 1966: Las locas del conventillo
- 1967: María y la otra
- 1968: Che, ovni
- 1981: Los crápulas[8]
- 2005: 12 Tangos - Pasaje de regreso a Buenos Aires[9]

## Televisión
- 1961: Buenos Aires 2040, con Marilina Ross y Selva Alemán.
- 1965: Yo soy porteño, que se mantuvo por varios años consecutivos en la pantalla de Canal 13, junto con Tita Merello, Ángel Magaña, Beba Bidart y Tito Lusiardo.[10]
- 1967: Tango Revista[11]
- 1972: El viejo almacén
- 1970: Su comedia favorita[12]
- 1981: Tiempo de serenata[13]
- 1987: La cuñada, de  Alberto Migré.

También hizo varios temas acompañado por las orquestas de Osvaldo Tarantino y Armando Calderaro y también repertorio criollo, acompañado por un conjunto de guitarras Los platenses.

## Teatro
Sobral se destacó en teatro tanto como cantor de operas, como actor dramático y director, en obtas como:
- Buenos Aires canta  (1958) con Carlos Acuña y M. Mores.
- La leyenda de Juan Moreira (1959), donde integró la compañía teatral dirigida por el actor Francisco Petrone.
- Chin chin... verano y soda (1965), estrenada en el Teatro Maipo, con Vicente Rubino, Hilda Mayo, Maurice Jouvet, Héctor Rivera, Julia Alson y Norma Pons.
- Fiesta de mi Ciudad (1974) con Hugo del Carril, Violeta Rivas, Peggy Sol, Floreal Ruiz, Silvia Aguirre, Mr. Alex, Víctor Ayos y su ballet.
- Una noche en Buenos Aires (1976), en la que se lució también como director, con la participación del Sexteto Mayor, luego del Sexteto Tango y la orquesta de Osvaldo Piro, junto a Roberto Achával, Las voces Blancas y Víctor y Mónica Ayos.
- Tango en el Bahuen (1987), estrenada en el lujoso Hotel Bahuen, encabezado por Virginia Luque con Amelita Baltar.[14]
- Los muchachos de antes no usaban gomina (1989), encabezada por Homero Cárpena, con María Aurelia Bisutti, María Rosa Fugazot y Gogó Andreu.[15]
- Evita (1993), de Andrés Pedro Risso, con el que grabó un disco compacto interpretando el papel de Juan Perón, junto a la mezzo-soprano  Christina Becker. Fue estrenada en el Teatro Colón.[16]
- Amalia (1993), con la soprano Marcela Ríos.
- Lola Mora (1994), con la soprano Marcela Ríos.
- Alfonsina (1994), con la soprano Marcela Ríos.
- Forever (1995), estrenada en el teatro "On the Square" en San Francisco, California, junto a los bailarines Mayoral y Elsa María y la cantante Marcela Ríos.
- Piquetes de risa (2000), con  Norman Erlich y Paula Volpe.

## Discografía
- 1965: "Recordando a Canaro" - DISC JOCKEY
- 1966: "Yo soy porteño" - DISC JOCKEY
- 1966: "Jorge Sobral" - CBS
- 1967: "La Voz del Tango" - COLUMBIA
- 1967: "Para siempre" - CBS
- 1967: "Tangos de hoy y de ayer" - CBS
- 1968: "Charlemos " - CBS
- 1969: "Hasta el último tren" - CBS
- 1970: "Cuando Tengas Veinte Años" - CBS
- 1971: "El hombre de Buenos Aires" - CBS
- 1972: "Los más grandes éxitos de Carlos Gardel por Jorge Sobral" - CBS
- ????: "Tangos en estéreo" - CBS
- 1974: "Buenos Aires 1974" - CBS
- 1976: "Uma noite em Buenos Aires" - Editado en Brasil
- 1978: "Los más grandes éxitos de Jorge Sobral" - CBS
- 1979: "Jorge Sobral en España" - TONODISC
- ????: "A media luz" - ODEON
- 1992: "Tangos" - DIAPASON S.A.
- 1999: "Si Soy Así" - DIAPASON S.A.
- 2004: "Destellos" - D&D PRODUCCIONES FONOGRAFICAS S.A.
- 2005: "Tangos en plenitud 2005" - DISCOS MAGENTA
- 2005: "Yo soy porteño" (Reedición) - D&D PRODUCCIONES FONOGRAFICAS S.A.
- 2009: "Dos discos en uno" - D&D MÚSICA

## Premios
Fue ganador del Festival de la Canción de 1965 y Disco de oro en 1968 (Caracas, Venezuela). Ganó el premio "Florencio Sánchez", al mejor director de espectáculos musicales, temporada 1973-1974 en Mar del Plata. Como cantor y cantante obtiene el "Quinquela Martín de Oro" en 1991 y al año siguiente el Premio Goya en Madrid.
En noviembre de 1969 resultó ganador del "Primer Festival Buenos Aires de la Canción y la Danza", con el tango Hasta el último tren.

## Fallecimiento
El cantante Jorge Sobral murió en la madrugada del 10 de abril de 2005, en la Corporación Médica de San Martín, a raíz de una Hemorragia cerebral. Sus restos descansan en el Panteón Argentino de Actores del Cementerio de la Chacarita. Tenía 73 años.